# 2 Lava 2 Lantula !
Série
Lavalantula
(2015)
Pour plus de détails, voir Fiche technique et Distribution.
2 Lava 2 Lantula ! est un téléfilm américain de Nick Simon, sorti en 2016. C’est la suite de Lavalantula (2015) et certains acteurs du premier film sont revenus, notamment Steve Guttenberg, Marion Ramsey et Michael Winslow.

## Synopsis
Colton West (Steve Guttenberg), qui est devenu une star de cinéma depuis le premier film, est en Floride sur le tournage d'un nouveau blockbuster à gros budget, quand des gouffres s'ouvrent dans tout l’État, et que des Lavalantula en sortent et commencent à ravager la Floride. Par malchance, Raya (Michele Weaver), la belle-fille de Colton, est justement en vacances à la plage en Floride. Colton rassemble donc son équipe, dont son assistant personnel Kyle (James Bellinger) et son meilleur ami Marty (Michael Winslow). Ils se munissent d'armes futuristes pour sauver Raya et tous les habitants de la Floride de l'invasion de ces arachnides qui crachent du  feu, ?

## Distribution
- Steve Guttenberg : Colton West
- Michael Winslow : Marty
- Michele Weaver : Raya West
- Jimmy Bellinger : Kyle
- Lauren York : Daniella
- Erron J. Shaw : Brick
- RJ Walker : TJ
- Martin Kove : colonel Jester
- Eric Etebari : Dundee
- Marion Ramsey : Teddy
- Josh Sussman : Directeur
- Frank Buckley : reporter #1[1]
- Noah Hunt : Wyatt West
- Tahnee Welch : elle-même
- Tyrone Power Jr. : lui-même
- Danny Woodburn : Arni
- Raymond Forchion : Hal
- Marcus Brown : Will[2]

## Production
Le tournage a eu lieu à Los Angeles, en Californie, aux États-Unis. Le film est sorti le 20 octobre 2016 en France

## Réception critique
Sur Allociné, les critiques sont plutôt positives, notamment sur le fait que le rythme est bon et qu'on rentre dans l'action dès le début du film, le précédent film ayant déjà exposé l’intrigue. Le film ressemble énormément au premier, avec juste le changement de lieu, la Floride remplaçant la Californie »
Sur l'Internet Movie Database les spectateurs sont moins indulgents. Le film est jugé « Trop maladroit et trop une parodie de lui-même. »
Au niveau des clins d’œil, il est noté qu’un couple apparaît pendant le discours inspirant de Steve Guttenberg (« Il n’y a pas d’extraterrestres en Floride »). Ce sont Tahnee Welch et Tyrone Power Jr. qui semblent reprendre leurs rôles de Cocoon (1985) et Cocoon, le retour (1988), qui mettait également en vedette Steve Guttenberg.
2 Lava 2 Lantula ! obtient un score d’audience de 24% sur Rotten Tomatoes.